# 허봉
허봉(許篈, 1551년~1588년)은 조선 중기의 문신, 정치인이자 시인이다. 자는 미숙(美叔), 호는 하곡(荷谷), 본관은 양천이다.
아버지 허엽은 동인의 창당 멤버였으며, 그는 동인의 초기 멤버였다. 동인의 선봉이 되어 서인들을 공격하는데 앞장섰다. 병조판서로 있던 이이의 근무 태도를 규탄했다가 역으로 유배당한 뒤, 벼슬을 버리고 방랑생활을 하다가 갑자기 사망하였다. 허엽의 아들이고 허균의 형이며, 허난설헌의 오빠이다. 유희춘(柳希春)의 문인이다.

## 생애
허엽의 아들이고, 당색으로는 동인이었다. 서경덕의 문인들과 이황, 이언적, 조식의 문인들이 모여서 동인을 형성했으므로 아버지 허엽은 동인의 당원이 되었고, 그도 동인의 당원이 되었다. 허성은 그의 이복 형이었고, 허균과 허난설헌이 그의 친동생들이었다.
미암 유희춘(柳希春)의 문하에서 글을 배웠으며 1568년(선조 1)에 생원시에 1등으로 합격하여 생원이 되고, 1572년 친시문과(親試文科)에 응시하여 병과로 급제하였다. 이듬해 사가독서(賜暇讀書)를 하였으며, 1574년에는 명나라에 파견되는 수행사신 성절사(聖節使)의 서장관(書狀官)으로 자청하여 명나라에 다녀왔다. 뒤에 명나라를 다녀온 기행문 《하곡조천기(荷谷朝天記》를 썼다. 1575년 이조좌랑(吏曹佐郞)으로 김효원(金孝元) 등과 동인의 선봉이 되어 이이(李珥), 박순(朴淳), 성혼(成渾) 등 서인들을 공격하는데 앞장서, 이들과 대립하였다.
1577년(선조 10) 교리를 거쳐 1578년(선조 11) 함경도 순무 어사로 다녀왔다. 1583년(선조 17) 순무 어사로 경기에 파견하여 수원의 군기가 허술하다고 부사 한옹을 탄핵하였다. 1583년(선조 16) 홍문관전한과 그해 9월 창원부사를 부임했으며 조정의 당론이 동인과 서인으로 나뉘면서 그는 부친 허엽을 따라 동인이 되었으며, 김효원(金孝元) 등과 함께 동인의 선봉이 되어 서인과 대립하였다. 최종 관직은 통훈대부 사헌부 장령, 성균관 전한에 이르렀으며 1584년 병조판서 율곡 이이(李珥)의 직무상 과실을 탄핵하였다가 함경도 종성에 유배되었고, 갑산(甲山)으로 이배되었다. 함께 탄핵을 논의했던 송응개, 박근원 등 이이를 비판하던 3명의 신하들이 동시에 유배되었는데, 이 사건을 두고 계미삼찬이라고 부른다.
그는 호당(湖堂)에서 같이 독서한 유성룡의 도움으로 이듬해 석방되었다. 풀려난 뒤 정치에 뜻을 버리고 나가지 않는다. 1585년 의정부영의정 노수신(盧守愼)의 건의로 다시 조정에 재기용되나 거절하고 전국을 유랑, 백운산(白雲山)을 유람하기도 했고, 인천으로도 갔다가 춘천 등을 방문하며 유랑하였다. 방랑생활을 하다가 금강산에 들어가 은거하였다. 그는 술을 너무 하여 병이 앓다가 냉담(冷痰)증이 되자 의사에게 보이려고 동교(東郊)로 향해 가다가 1588년(선조 21) 금강산 근처 김화군 생창역(生昌驛)에서 황달증상으로 38세의 나이에 갑자기 죽었다. 저서로는 《하곡집》등이 있다.

### 사후
한때 장유(張維)는 허봉을 당대 조선 최고의 시인으로 꼽았다고 한다.

## 저서
- 《하곡집》
- 《하곡수어 (荷谷粹語)》

### 편저
- 《해동야언 (海東野言)》
- 《이산잡술 (伊山雜述)》
- 《의례산주 (儀禮刪註)》
- 《독역관견 (讀易管見)》

### 기행문
- 《하곡조천기》
- 《북변기사 (北邊記事)》

## 창빈안씨 첩 논란
서얼 콤플렉스에다가 방계승통 콤플렉스에 시달렸던 선조는 덕흥대원군을 왕으로 추존하려는 시도를 여러번 하였다. 그러나 대소신려들은 모두 반대하여 무산되었다. 이때 그는 선조의 면전에서 창빈 안씨는 첩이라 했다. 1878년(선조 11) 5월 11일에는 덕흥대원군 사당의 이름을 정하는 것을 놓고 토의하던 중, 경연관 허봉이 창빈 안씨를 첩이라고 칭했다가 선조는 크게 분노하였다.
강관(講官) 허봉(許篈)이 입시하여 아뢰기를 "명분이 바르지 못하면 말이 순하지 않습니다. 요즘 대원군 사당을 일컬어 ‘가묘(家廟)’라 하고 있는데 국가에 어찌 가묘가 있을 수 있겠습니까. ‘대원묘(大院廟)’라고 하거나, 아니면 ‘사친묘(私親廟)’라고 해야 옳을 것입니다. 그리고 전하께서 안빈(安嬪)을 우리 조모라고 하시는 것도 역시 매우 잘못입니다. 비록 대원군이 계시더라도 적모(嫡母)에 압존(壓尊)되어 감히 자기 어머니에게 어머니라고 부르지 못하는 법인데, 더구나 전하께서는 대궐에 들어와 대통(大統)을 이어받으셨으니 어찌 감히 조모라고 일컬을 수 있겠습니까. 그리고 대원군은 제후의 별자(別子)로서 백세토록 옮기지 않는 사당이 되었으나 안빈은 바로 첩모이기 때문에 시조의 사당에 들어 갈 수가 없고 다만 사실(私室)에서 제사해야 합니다.(名不正則言不順。 今者稱大院君廟曰家廟, 國家安有家廟乎? 只稱大院廟, 或稱私親廟, 可也。 殿下稱安嬪爲我祖, 亦甚非也。 雖大院君在, 亦壓於嫡, 而不敢母其母, 況殿下入承大統, 安敢稱祖乎? 大院君以諸侯別子, 爲百世不遷之廟, 安嬪是妾母, 不可入始祖之廟, 只合祭之私室。)"
하니, 상이 성난 음성으로 이르기를,
"허봉이 감히 이런 허다한 이야기를 하는가. 옛사람이 이르기를 ‘말로써 뜻을 해쳐서는 안 된다’고 하였다. 안빈은 실지로 조모인데 우리 할머니라고 한다 해서 무엇이 해롭단 말인가. 그리고 가묘라고 한다 해서 또한 무슨 방해가 되기에 허봉이 감히 비교하면서 말을 하여 함부로 의논을 만들어 내는가. 나는 그가 무슨 생각을 가지고 그러는지 모르겠다."
하자, 좌상 홍섬(洪暹)이 아뢰기를,
"나이 젊은 사람이라 옛글만을 읽었을 뿐, 실지로 일을 경험해 보지 못했기 때문에 너무 지나친 논의를 만들어 낸 것입니다. 그러니 상께서는 모두 포용하셔야 합니다. 만약 이와 같이 기를 꺾으신다면 모두가 생각하고 있는 것을 제대로 말하지 않을까 염려됩니다."

선조는 허봉에게 누가 첩이냐고 따졌다. 선조는 허봉이 창빈 안씨를 첩이라고 대놓고 지적하자(安嬪是妾母) 불같이 화를 냈는데, 좌의정 홍섬이 겨우 변호하여 선조의 진노를 가라앉힌 일도 있다. 그러나 이후로도 허봉은 창빈 안씨를 가리킬 때 첩, 첩부인이라는 표현을 썼고, 선조는 노기를 드러냈다. 그러나 선조는 허봉을 처벌하려 하지는 않았다. 선조는 재위 도중 여러 번에 걸쳐서 생부 덕흥대원군을 왕으로 추존하려고 시도하였으나. 사림파의 맹렬한 반대에 부딪쳐 결국 뜻을 이루지 못하였다.

## 가족 관계
- 아버지 : 허엽(許曄)
- 어머니 : 강릉김씨(江陵金氏) - 예조판서 광철(光轍)의 딸.
  - 이복형 : 허성(許筬)
  - 누이 : 허난설헌(許蘭雪軒)
  - 동복 동생 : 허균(許筠)
  - 부인 : 숙인 전주이씨(全州李氏) 이우빈(李禹賓)의 딸
    - 아들 : 허채(許寀)
    - 딸 : 통천군수 김극건(金克鍵)에게 출가

## 같이 보기
- 허균
- 허난설헌
- 김효원
- 허엽
- 동인
- 이이
- 송응개